# 马斯伦尼卡大桥 (A1)
马斯伦尼卡大桥是一座长度为377.6m的钢筋混凝土拱桥，坐落在克罗地亚扎达尔北面，横跨亚得里亚海马斯利尼察海峡，克罗地亚A1高速公路从桥上通过。
大桥的最大跨距为200米，桥下净空为65米。大桥的上层是12个连续箱式拱。大桥由克罗地亚高速公路公司运营和维护。
在其南面1.5公里处，也有一座大桥，跨过同一个海峡，D8州际公路从上面通过。尽管是两座不同的桥，通过的公路也不一样，该桥也被称为马斯伦尼卡大桥。A1高速公路的大桥其实比现在D8州际公路的桥要老，但是D8州际公路原来的桥在1991年克罗地亚战争期间被摧毁，如今两座桥都被称为“新”“老”“马斯伦尼卡大桥”。

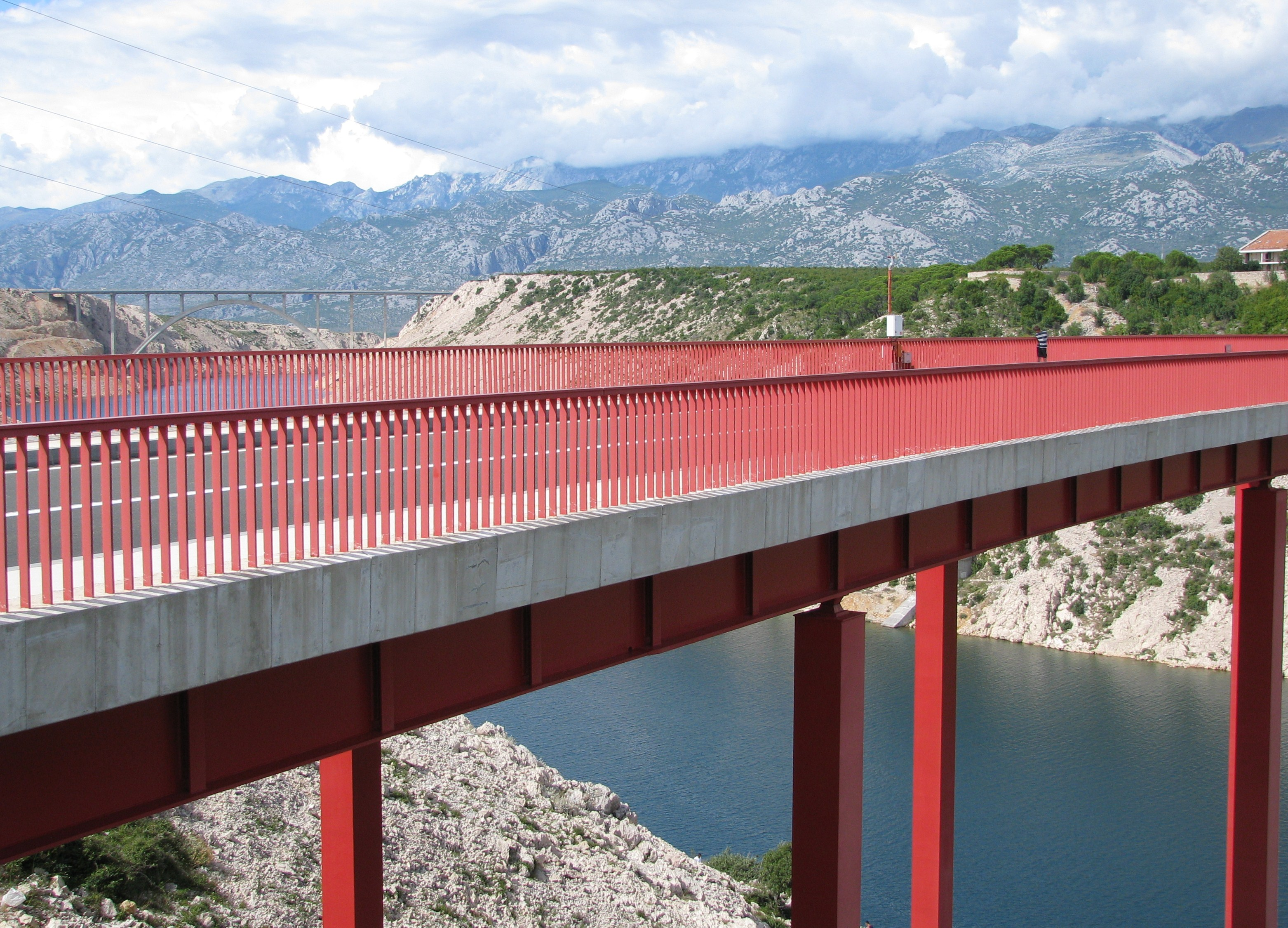
两座马斯伦尼卡大桥，A1高速公路的那座在后景